# Stenosastrapada
Stenosastrapada is een geslacht van wantsen uit de familie van de Reduviidae (Roofwantsen). Het geslacht werd voor het eerst wetenschappelijk beschreven door Norman Cecil Egerton Miller in 1940.

## Soorten
Het genus bevat de volgende soorten:

- Stenosastrapada macilenta Miller, 1940
- Stenosastrapada sulcata Miller, 1940